# 須賀神社 (台東区)
須賀神社（すがじんじゃ）は、東京都台東区の神社。

## 歴史

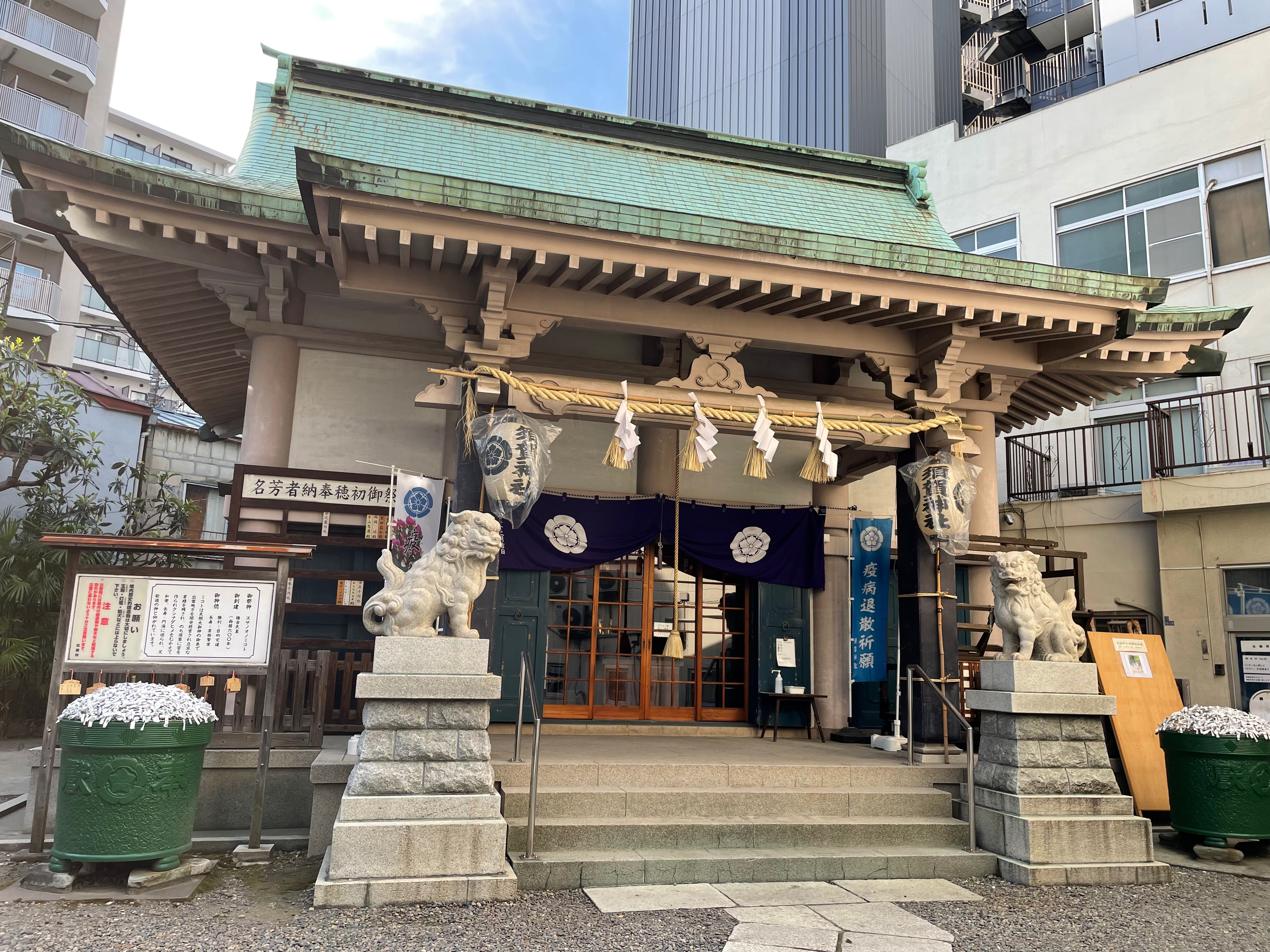
拝殿

推古天皇9年（600年）に創建されたといわれている。江戸時代は、「牛頭天王社」「祇園社」「蔵前天王社」「団子天王社」と様々な名称で呼ばれていたが、1868年（明治元年）に「須賀神社」と称することになった。「団子天王社」の由来は団子を奉納する祭礼があったことによる。
江戸時代、当社周辺は札差が軒を連ねており、氏子にも札差が多かった。そのため、当社への金品の寄進が多く、祭礼は大いに賑わったという。

## 交通アクセス
- 浅草橋駅より徒歩3分。